# Saint-Martin-sur-la-Chambre
Saint-Martin-sur-la-Chambre ist eine Gemeinde im französischen Département Savoie in der Region Auvergne-Rhône-Alpes. Sie gehört zum Kanton Saint-Jean-de-Maurienne im Arrondissement Saint-Jean-de-Maurienne. 
Sie grenzt im Norden und im Osten an Saint François Longchamp (vormaliger Berührungspunkt mit Montgellafrey im Nordwesten; ehemalige Grenze zu Montaimont im Osten), im Süden an Saint-Avre, im Südwesten an La Chambre und im Westen an Notre-Dame-du-Cruet.

## Bevölkerungsentwicklung
| Jahr                       | 1962 | 1968 | 1975 | 1982 | 1990 | 1999 | 2008 | 2015 | 2021 |
| -------------------------- | ---- | ---- | ---- | ---- | ---- | ---- | ---- | ---- | ---- |
| Einwohner                  | 337  | 335  | 354  | 408  | 420  | 416  | 449  | 541  | 536  |
| Quellen: Cassini und INSEE |      |      |      |      |      |      |      |      |      |

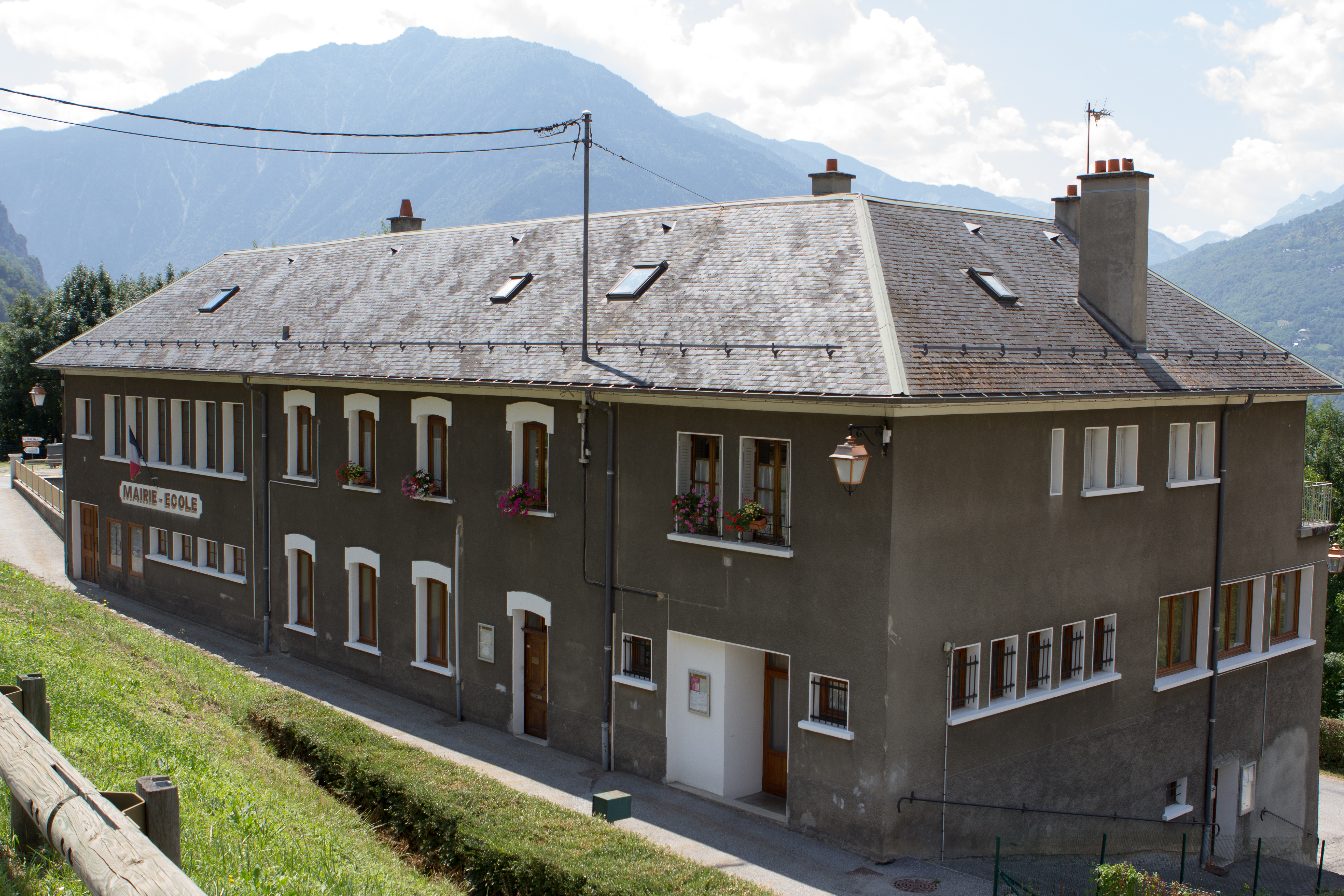
Mairie und Schulhaus
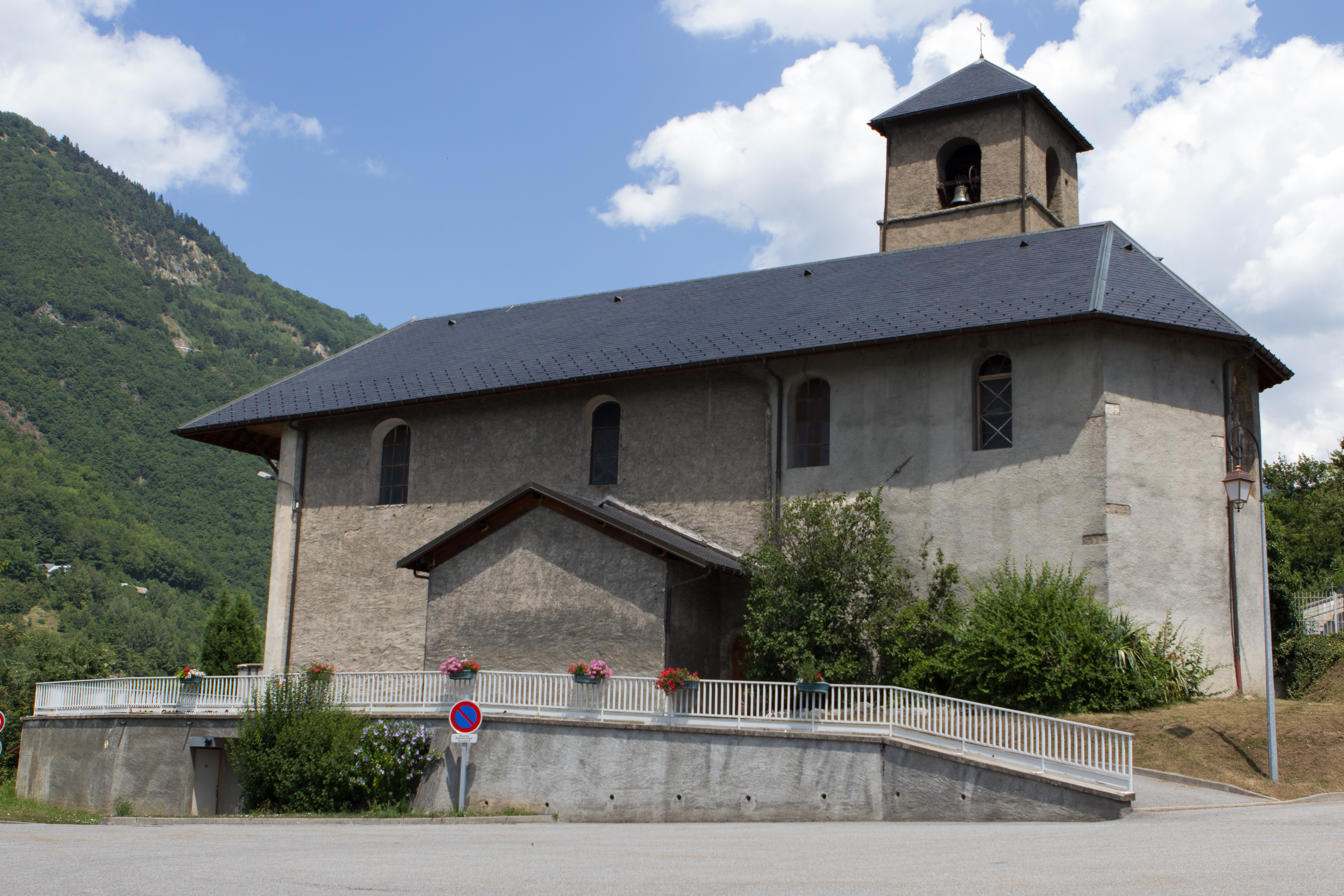
Kirche Saint-Martin